# كوبا بيرو 2008
كوبا بيرو 2008 (بالإسبانية: Copa Perú 2008)‏ هو الموسم 36 من كوبا بيرو ‏. فاز فيه سبورت وانكايو.